# 维克多港
维克多港（英語：Victor Harbor）是澳大利亚南澳大利亚州的一个临海城镇，位于弗勒里厄半岛上。它位于该州首府阿德莱德以南85公里处，是南澳知名的观光胜地。距阿德莱德车程一小时，有火车、大客车连接市区。

## 历史
维克多港所在的港湾最早是由英国的马修·弗林德斯船长在1802年4月发现的，当时他正在从西向东航行对南澳州的海岸进行测绘，恰好与从东向西对海岸线进行测绘的法国航海家尼古拉斯·鲍丁不期而遇。虽然当时英法两国正在交战，但两位船长在相遇后友好地互相交换了一下测绘笔记，因此现维克多港周围的海湾后来被弗林德斯船长命名为因康特湾（Encounter Bay）。
1837年在这里建立起两个捕鲸站，开始成为南澳州鲸油出口工业的一部分。这里的捕鲸业一直延续到1872年才停止。目前在镇中心建有南澳洲捕鲸展览馆，也有为游客组织的观赏鲸鱼的活动。
不久后克洛兹尔（Crozier）船长的船只在附近的花岗岩岛停泊，他根据自己船舶的名称“HMS Victor”而将花岗岩岛相对的大陆命名为维克多港。1863年维克多港开始出现石头建筑，有了城镇的雏形。城镇最早的名称叫 Port Victor，1921年改为现名。改名的原因是有人因为将此处与约克半岛的维多利亚港（Port Victoria）相混淆而发生沉船事故。
当地英文名称中 Harbor 一词是不带 u 的，与澳洲英语的一般拼写习惯不同。据称这是由一位早期南澳州测绘总监所犯的拼写错误而造成的。

## 花岗岩岛
花岗岩岛（Granite Island）是维克多港的主要旅游景点，面积约26公顷，全岛都被归入花岗岩岛保护公园（Granite Island Recreation Park）加以保护。花岗岩岛与维特港通过一座600米长的木质栈桥相连，游客可以步行，也可以乘坐招牌的的马拉电车（Horse Drawn Tram）前往。花岗岩岛上无人居住，岛上栖息着一群神仙企鹅，可以在维克多港的游客中心报名参加欣赏小企鹅夜归返巢。